# Nepalocaryanda
Nepalocaryanda is een geslacht van rechtvleugeligen uit de familie veldsprinkhanen (Acrididae). De wetenschappelijke naam van dit geslacht is voor het eerst geldig gepubliceerd in 1990 door Ingrisch.

## Soorten
Het geslacht Nepalocaryanda  is monotypisch en omvat slechts de volgende soort:
- Nepalocaryanda latifrons (Ingrisch, 1990)